# 傀儡師左近
《傀儡師左近》（日语：人形草紙あやつり左近）是由寫樂麿原作、小畑健作畫的日本漫畫作品。從1995年23號到1996年1號，於集英社漫畫雜誌週刊少年JUMP上進行連載。單行本全4卷。1999年曾改編為電視動畫，全26話。

## 劇情簡介
操弄木偶的少年－－橘左近，是國寶級人物的傀儡師－－橘左衛門的孫子。「操縱木偶即操縱人，腹語術即讀心術，模仿的不單只是語調，還有內心的聲音。」左近遵從祖父的教誨，與搭檔－－木偶右近，在相互應答下，讓一件件命案真相水落石出……

## 登場人物

### 主要人物
橘左近（聲：緒方惠美，台灣：劉傑）
本作品的主人公。國寶級人物橘左衛門的孫子，年輕的傀儡師。在原作的年齡設定不明，不過，動畫版從父母結婚的時期開始推定，一般認為是17歲以下。平日話語很少的老實青年，不過，操縱木偶右近時展示出天才的洞察能力，解決殺人事件。從年幼的時候，便與右近培養出深厚的感情。愛吃『不二家飲茶室』的蛋包飯（小說『夢話悲劇的戀愛幻想奇特譚』）。
右近（聲：くまいもとこ，台灣：劉傑）
明治初期製成的傑出兒童木偶。由第三代小泉卯之助（小泉春香）製作。像擁有靈魂一樣活動，是左近的言詞代言人。性格與左近完全相反，言詞豪放亦多嘴多舌（最後證實左近的本性是右近）。
橘薰子（聲：山田美穗，台灣：姚敏敏）
左近的姑母，不過，為了年齡相近，左近常稱她為「薰子姐姐」。是警視廳搜查一課的刑事(警部補)，不過，性格輕浮而且常常胡亂推理。
常常與右近爭吵，可以說象「爭吵朋友」一樣的關係。
動畫片中是左衛門的女兒，與左近的母親．千鶴設定為姊妹關係。
橘千鶴
左近的母親。性格大方但十分愛操心。
橘千鶴是動畫的姓名。原作中是薰子的義姊，不過，動畫片設定變更為親姐姐。
橘左衛門（聲：依田英助）
左近的祖父，國寶級的傀儡師。亦為教授左近木偶表演的老師。
嚴厲兼具和善的人物。
藤田善吉（聲：置鮎龍太郎，台灣：官志宏）
動畫版故事後半的主要人物。在原作中死亡，不過，動畫片中改為替左近信息收集的同伴。
「運用關西方言的攝影記者」的設定與原作相同。首次登場時與左近已經是相識。
『信州一百狐狸血雨地獄』『裡頭Hida幽靈奇特譚』『戀愛花期雨Saki亂舞』登場。
樽海剛（聲：竹村拓）
動畫片原創的登場人物，在故事後半的主要人物之一。
警視廳搜查一課的刑警，薰子的部下，不過，跟薰子關係不太好。
總是咀嚼口香糖。『塵埃及大王念咒地獄』以後登場。

### 事件中登場人物

#### 原作．動畫共通

##### 廢校的復仇鬼
原作平成7年刊載。
原作是小學的校友會集聚，不過，動畫片，葉月等人是「木偶戲俱樂部」的成員，因收到恐嚇信而聚集在一起。
船崎葉月（聲：冬馬由美）
短大生。舊姓「高橋」，停辦了的若草小學舊生，後來轉校，父母再婚後改姓船崎。
動畫中被給予了恐嚇信，與短大的朋友一起拜託左近調查。
北村浩二（聲：中井和哉）
銷售員。性格急燥。
動畫設定他的父親是經營便利店。從以前起就是不良少年，與江田警察相識。
丘洋子（聲：日野由利加）
OL（動畫片在東京的信用金庫工作）。剛強，稍微艷麗的女性。
漫畫中是齊藤健一從前的追求對像，不過，動畫版交際著，對他的態度與原作也有差異。
齊藤健一（聲：櫻井敏治）
四處流浪的的武士生。從前對丘洋子嚴重的被拒絕，當時與她交際的北村浩二也能輕視。
(動畫片)與丘洋子交際著。悠閒自在的性格，洋子的屁股舖。
佐伯勉（聲：一條和矢）
美大的二年生。自我中心的性格。
(動畫片)改為東京的醫大的大學生。
西原摩耶（聲：彌生みつき）
動畫片原創的登場人物。中央醫院的外科護士。頭腦冷靜的女性。
江田警察（聲：家中宏）
在鄉村派出所工作的警官。因為校友會的通知送達了到派出所所以到學校來。
(動畫片)巡迴中對停辦了的學校附有點上的事感到可疑，所以訪問了。北村浩二從他不良的時候開始的相識。
楠木修（聲：稻葉洋介）
葉月們的同班同學，偶人製作很棒，內心和善的少年。
可是，老實的從性格使他受到周圍同學欺侮，小學6年級的春天上吊自殺了。

##### 豆州貳面鬼傀儡地獄
河合舞（聲音：小笠原亞里沙）
人氣演員。被稱「從體育界到演藝圈華麗的轉變的CM界的妖精」的美少女，擁有明亮積極的性格。
以前是花式滑冰的女王，不過因為腳傷引退。
年幼的時候與父母分離，由祖母照顧，想遇到父母的心情很強，那個成為進入演藝圈的理由。
杉山久志初中生的女朋友，在舞進入滑冰名校的時候分手。

## 出版書籍
| 冊數   | 標題              | 集英社        | 集英社             | 東立出版社    | 東立出版社         |
| 冊數   | 標題              | 發售日期      | ISBN               | 發售日期      | ISBN               |
| ------ | ----------------- | ------------- | ------------------ | ------------- | ------------------ |
| 第一卷 | 人偶操縱師 橘左近 | 1995年8月4日  | ISBN 4-08-872021-0 | 1997年4月5日  | ISBN 957-34-4163-2 |
| 第二卷 | 左近戲法變化之章  | 1995年10月4日 | ISBN 4-08-872022-9 | 1997年4月5日  | ISBN 957-34-4164-0 |
| 第三卷 | 信州百狐血雨地獄  | 1996年1月10日 | ISBN 4-08-872023-7 | 1997年8月5日  | ISBN 957-34-5298-7 |
| 第四卷 | 夢話悲戀幻想奇譚  | 1996年3月4日  | ISBN 4-08-872024-1 | 1997年8月25日 | ISBN 957-34-5299-5 |

| 冊數 | 集英社        | 集英社             |
| 冊數 | 發售日期      | ISBN               |
| ---- | ------------- | ------------------ |
| 1    | 2004年1月16日 | ISBN 4-08-618138-X |
| 2    | 2004年1月16日 | ISBN 4-08-618139-8 |
| 3    | 2004年2月18日 | ISBN 4-08-618140-1 |

## 電視動畫

### 製作團隊
- 監督 - 松井仁之
- 人物設計 - 小林利充
- 腳本製作人 - 飯岡順一
- 美術監督 - 古賀徹
- 色彩設計 - 川見拓也
- 數位攝影監督 - 川田敏寛
- 編輯 - 今井剛
- 音響監督 - 小林克良
- 音樂 - 都留教博、中村由利子
- 製作人 - 尾﨑隠通、佐佐木史朗、海部正樹
- 輔助、製作人 - 大石祐道、福田正夫、下津咲繪
- 動畫製作 - 東京Movie
- 製作 - WOWOW、勝利娛樂、TMS娛樂

### 主題曲
片頭曲
作詞 - 石川雅敏 / 作曲 - 福山芳樹 / 歌 - HUMMING BIRD
片尾曲
作詞、作曲・歌 - 新居昭乃 / 編曲 - 保刈久明

### 插入曲
（第7話・第26話）
作詞 - 平野肇 / 作曲 - 中村由利子 / 編曲 - 都留教博、中村由利子 / 歌 - 五木花実
「秘密檔案 傀儡師左近 原聲帶 I」收錄（1999年12月16日發售）
（第20話）
作詞・歌 - KOKIA / 作曲 - 都留教博 / 編曲 - 都留教博、中村由利子
「秘密檔案 傀儡師左近 原聲帶 II」收錄（2000年3月23日發售）

### 各話列表
| 話數 | 播放日期       | 標題                               | 腳本     | 分鏡       | 演出              | 作畫監督        |
| ---- | -------------- | ---------------------------------- | -------- | ---------- | ----------------- | --------------- |
| 1    | 1999年 10月8日 | 「廃校の復讐鬼」〜第一段〜         | 桂千穗   | 松井仁之   | 松井仁之 高瀬節夫 | 小林利充        |
| 2    | 1999年 10月8日 | 「廃校の復讐鬼」〜第二段〜         | 桂千穗   | 松井仁之   | 下司泰弘          | 小川一郎        |
| 3    | 10月15日       | 「廃校の復讐鬼」〜第三段〜         | 桂千穗   | 松井仁之   | 大野和寿          | 柴田淳          |
| 4    | 10月22日       | 「豆州弐面鬼傀儡地獄」〜第一段〜   | 佐藤和治 | 殿勝秀樹   | 殿勝秀樹          | 小林利充        |
| 5    | 10月29日       | 「豆州弐面鬼傀儡地獄」〜第二段〜   | 佐藤和治 | 下司泰弘   | 下司泰弘          | 小川一郎        |
| 6    | 11月5日        | 「豆州弐面鬼傀儡地獄」〜第三段〜   | 佐藤和治 | 加藤敏幸   | 矢野篤            | 柴田淳          |
| 7    | 11月12日       | 「豆州弐面鬼傀儡地獄」〜第四段〜   | 佐藤和治 | 殿勝秀樹   | 殿勝秀樹          | 小林利充        |
| 8    | 11月19日       | 「左近からくり変化の章」〜第一段〜 | 羽原大介 | 松井仁之   | 雄谷将仁          | 小川一郎        |
| 9    | 11月26日       | 「左近からくり変化の章」〜第二段〜 | 羽原大介 | 野上和男   | 野上和男          | 平山智          |
| 10   | 12月3日        | 「左近からくり変化の章」〜第三段〜 | 羽原大介 | 五月女有作 | 山口美浩          | 佐佐木敏子      |
| 11   | 12月10日       | 「信州百狐血雨地獄」〜第一段〜     | 金子努   | 殿勝秀樹   | 殿勝秀樹          | 小林利充        |
| 12   | 12月17日       | 「信州百狐血雨地獄」〜第二段〜     | 金子努   | 下司泰弘   | 下司泰弘          | 柴田淳          |
| 13   | 12月24日       | 「信州百狐血雨地獄」〜第三段〜     | 金子努   | 松井仁之   | 山田弘和          | 小川一郎        |
| 14   | 2000年 1月7日  | 「埃及大王呪術地獄」〜第一段〜     | 林壮太郎 | 中村哲治   | 野上和男          | 中屋了          |
| 15   | 1月14日        | 「埃及大王呪術地獄」〜第二段〜     | 林壮太郎 | 小村敏明   | 山口美浩          | 佐佐木敏子      |
| 16   | 1月21日        | 「埃及大王呪術地獄」〜第三段〜     | 林壮太郎 | 殿勝秀樹   | 殿勝秀樹          | 小林利充        |
| 17   | 1月28日        | 「埃及大王呪術地獄」〜第四段〜     | 林壮太郎 | 井硲清高   | 小野勝巳          | 高瀬言 菊地城二 |
| 18   | 2月4日         | 「薪能薫悲恋情」〜第一段〜         | 日暮裕一 | 松井仁之   | 山田弘和          | 小川一郎        |
| 19   | 2月11日        | 「薪能薫悲恋情」〜第二段〜         | 日暮裕一 | 中村哲治   | 野上和男          | 中屋了          |
| 20   | 2月18日        | 「薪能薫悲恋情」〜第三段〜         | 日暮裕一 | 十月一     | 小村敏明          | 佐佐木敏子      |
| 21   | 2月25日        | 「奥飛騨幽霊奇譚」〜第一段〜       | 大野武雄 | 殿勝秀樹   | 渡辺正彦          | 小林利充        |
| 22   | 3月3日         | 「奥飛騨幽霊奇譚」〜第二段〜       | 大野武雄 | 井硲清高   | 小野勝巳          | 高瀬言          |
| 23   | 3月10日        | 「奥飛騨幽霊奇譚」〜第三段〜       | 大野武雄 | 殿勝秀樹   | 野上和男          | 小川一郎        |
| 24   | 3月17日        | 「恋花時雨咲乱舞」〜第一段〜       | 林壮太郎 | 岡尾貴洋   | 岡尾貴洋          | 乙幡忠志        |
| 25   | 3月24日        | 「恋花時雨咲乱舞」〜第二段〜       | 林壮太郎 | 小村敏明   | 小村敏明          | 佐佐木敏子      |
| 26   | 3月31日        | 「恋花時雨咲乱舞」〜第三段〜       | 林壮太郎 | 松井仁之   | 松井仁之          | 小林利充        |

## 外部連結
- 作品介紹頁面（TMS娛樂）（日語）
- 電視動畫官網（WOWOW）（日語）
- 傀儡師左近（漫畫）在動畫新聞網百科全書中的資料（英文）
- 傀儡師左近（動畫）在動畫新聞網百科全書中的資料（英文）